# Kringle
Il kringle è un dolce scandinavo. Si tratta di una pasta al burro, simile al brezel mitteleuropeo e correlata ai wienerbrød danesi. Questa specialità si è anche diffusa in altri paesi del mondo fra cui gli Stati Uniti d'America, dove è divenuta un alimento tipico, specialmente nella città di Racine, e in Estonia.